# Khartachangri
Der Khartachangri (auch Kharta Changri) ist ein 7056 m (nach anderen Quellen 7093 m) hoher Berg im Himalaya im Kreis Dingri des Regierungsbezirks Shigatse im Autonomen Gebiet Tibet der Volksrepublik China 15,6 km nordnordöstlich vom Mount Everest.  
Die Erstbesteigung gelang im Jahr 1935 Edwin Kempson und Charles Warren im Rahmen der britischen Erkundungsexpedition von 1935.